# وكالة هافاس
هافاس (بالفرنسية: Havas)‏ وكالة إعلامية وإشهارية أسسها شارل لويس هافاس سنة 1835. بدأت نشاطها في المغرب سنة 1904 وتعتبر أول وكالة أنباء في العالم، وتحولت فيما بعد إلى وكالة الأنباء الفرنسية سنة 1944 لتصبح باسم فرانس برس أو AFP.